# Nakšibendije
Nakšibendije su derviši nakšibendijskog tarikata (derviškog reda) koji je osnovao Muhammed Behauddin el-Buhari Nakšibendi. 
Muhammed Behauddin el-Buhari Nakšibendi je rođen 1317. godine u selu Qasr al-Arifan u blizini Buhare u Centralnoj Aziji. Učenje ovog reda se ubrzo počelo širiti i prema istoku i prema zapadu. Po dolasku na teritoriju Osmanske države, nakšibendijsko učenje je bilo podržano od strane vlasti, a svoj uspon je doživjelo u prvoj polovini 18. stoljeća. Ovaj tarikat važi za jedan od najistaknutijih sufijskih tarikata u svijetu.

## Karakteristike
Nakšibendije slove za vrlo ortodoksan derviški red sunitskog porijekla. Jedna od osnovnih karakteristika ovog tarikata je to što lanac prenošenja znanja od Poslanika Muhameda za razliku od drugih tarikata, ne ide preko Alije ibn Ebu-Taliba, već preko 
Ebu Bekra. Također, u značajne karakteristike ovog reda spada bezglasni zikr (hafi). Kod drugih tarikata zikr se obavlja zajednički s intenzivnim i emocionalnim izražavanjem, gdje učesnici pokreću svoja tijela dok glasno izgovaraju Božije ime.

## Vanjske povezice
- Muhammad Masoom
- Hajjah Naziha Muslim Charity